# 905 (szám)
A 905 (római számmal: CMV) egy természetes szám, félprím, az 5 és a 181 szorzata.

## A szám a matematikában
A tízes számrendszerbeli 905-ös a kettes számrendszerben 1110001001, a nyolcas számrendszerben 1611, a tizenhatos számrendszerben 389 alakban írható fel.
A 905 páratlan szám, összetett szám, azon belül félprím, kanonikus alakban az 51 · 1811 szorzattal, normálalakban a 9,05 · 102 szorzattal írható fel. Négy osztója van a természetes számok halmazán, ezek növekvő sorrendben: 1, 5, 181 és 905.
A 905 négyzete 819 025, köbe 741 217 625, négyzetgyöke 30,08322, köbgyöke 9,67274, reciproka 0,0011050. A 905 egység sugarú kör kerülete 5686,28270 egység, területe 2 573 042,923 területegység; a 905 egység sugarú gömb térfogata 3 104 805 127,2 térfogategység.